# Nakor
Nakor, właśc. Nakor Bueno Gómez (ur. 4 marca 1978 w Barcelonie) – hiszpański piłkarz, grający na pozycji pomocnika lub napastnika.

## Kariera
Seniorską karierę rozpoczynał w 1997 roku w drużynie „C” FC Barcelona. Rok później awansował do zespołu „B”, w którym grał dwa lata. W latach 2000–2006 był piłkarzem UE Lleida, gdzie rozegrał 188 meczów w Segunda División i Segunda División B. Następnie został zawodnikiem CD Castellón, a w latach 2006–2008 został reprezentantem Polideportivo Ejido. Później grał w CD Leganés, UE Sant Andreu i UE Castelldefels. W 2014 roku został piłkarzem andorskiego FC Ordino.

## Statystyki ligowe
| Sezon     | Klub                | Liga               | Mecze | Gole |
| --------- | ------------------- | ------------------ | ----- | ---- |
| 1997/1998 | FC Barcelona C      | Tercera División   | ?     | ?    |
| 1998/1999 | FC Barcelona B      | Segunda División   | 14    | 2    |
| 1999/2000 | FC Barcelona B      | Segunda División B | 36    | 11   |
| 2000/2001 | UE Lleida           | Segunda División   | 28    | 4    |
| 2001/2002 | UE Lleida           | Segunda División B | 28    | 1    |
| 2002/2003 | UE Lleida           | Segunda División B | 37    | 11   |
| 2003/2004 | UE Lleida           | Segunda División B | 26    | 14   |
| 2004/2005 | UE Lleida           | Segunda División   | 34    | 13   |
| 2005/2006 | UE Lleida           | Segunda División   | 35    | 4    |
| 2006/2007 | CD Castellón        | Segunda División   | 31    | 5    |
| 2007/2008 | CD Castellón        | Segunda División   | 17    | 2    |
| 2008/2009 | Polideportivo Ejido | Segunda División B | 36    | 14   |
| 2009/2010 | Polideportivo Ejido | Segunda División B | 35    | 9    |
| 2010/2011 | CD Leganés          | Segunda División B | 26    | 4    |
| 2011/2012 | UE Sant Andreu      | Segunda División B | 25    | 4    |
| 2012/2013 | UE Castelldefels    | Tercera División   | ?     | ?    |
| 2014/2015 | FC Ordino           | Primera Divisió    | ?     | ?    |
| 2015/2016 | FC Ordino           | Primera Divisió    | ?     | ?    |